# Societat d'Història Natural de les Balears
La Societat d'Història Natural de les Balears (SHNB) és una entitat creada el 1948 amb la intenció de fomentar els estudis de ciències naturals a les Illes Balears. Entre les seves activitats destaca l'organització de cursos, excursions, exposicions, cicles de conferències i la publicació des de 1955, del Boletín de la Sociedad de Historia Natural de Baleares.
Els inicis de la SHNB s’han de cercar al Nadal de 1947, quan uns amics i naturalistes que realitzaven excursions científiques periòdiques per Palma i Sóller, començaren a parlar de la necessitat d'organitzar-se en una societat. Per això es posaren en contacte amb els científics més destacats a les Balears: Miquel Massutí Alzamora  (biòleg marí), Guillem Colom Casasnovas (micropaleontòleg), Pere Claver Palau i Ferrer (botànic), Josep Maria Palau (entomòleg), Andreu Muntaner i Darder (hidrogeòleg), Joan Cuerda i Barceló (paleontòleg), Llorenç Garcias i Font (botànic i apotecari), Joan Gamundí (apotecari militar) i d'altres.
La primera reunió fou el 10 de gener de 1948, amb la presència de 25 socis on s'elegí la primera junta: Miquel Massutí (president), Guillem Colom (vicepresident), Llorenç Garcias (tresorer) i  Pere Palau (secretari). També acordaren constituir-se com a Secció Baleàrica de la Real Sociedad Española de Historia Natural. El gener de 1948 s’efectuà la primera excursió visitant les coves de Campanet (Mallorca) recentment inaugurades. Les primeres reunions es desenvolupaven al col·legi de Monti-Sion, auspiciades pel pare Joan Cañigueral. En aquesta ubicació estava prohibida la presència de dones, la qual cosa provocà que prest se cercàs una nova seu.
A poc temps s’optà per crear una societat independent, la Societat d’Història Natural de les Balears amb seu a Palma a causa dels excessius problemes de dependència de Madrid (dificultats per accedir a les quotes dels socis i la necessitat de comptar amb autorització expressa de Madrid per poder fer activitats). Així el 4 de setembre de 1954 neix oficialment la nova Societat en ser autoritzada per Ministerio de Gobernación. Els responsables constitueixen la Societat a l’empara del Col·legi d’Apotecaris de Balears, i la seu social es trasllada a l’edifici de l'Estudi General Lul·lià. Aquesta primera junta fou presidida per Joan Bauzà, el secretari Joan Cuerda, el tresorer Arturo Compte i distints vocals i socis col·laboradors. En aquests moments la Societat comptava amb uns 50 socis.
El 2003 va rebre el Premi Ramon Llull.
Un dels objectius més importants és promoure la creació del Museu de la Naturalesa de les Illes Balears amb diferents seus, una a Mallorca, una altra a Menorca i una tercera a Eivissa.